# Gliclazide
La gliclazide è un farmaco utilizzato nel trattamento del diabete mellito tipo 2  appartenente alla classe delle sulfaniluree ipoglicemizzanti di seconda generazione, la cui azione è simile a quella della clorpropamide. Talvolta in letteratura medica viene classificata come sulfanilurea di prima generazione. È stato dimostrato che la gliclazide protegge le cellule beta pancreatiche umane dall'apoptosi indotta dall'iperglicemia. È stato anche dimostrato che la molecola ha un effetto antiaterogeno (prevenendo la formazione di placche nelle arterie) nei soggetti affetti da diabete mellito di tipo 2.
In Italia è venduta dalla società Servier con il nome commerciale di Diamicron nella forma farmaceutica di compresse a rilascio modificato contenenti 30 mg di principio attivo.

## Farmacodinamica
La gliclazide stimola il rilascio di insulina da parte delle cellule β delle isole di Langerhans del pancreas legandosi a specifici recettori delle sulfaniluree (SUR-1) presenti sulla loro superficie. Il legame comporta una chiusura dei canali ionici del potassio (K+)i. Questo si riflette in una diminuzione dell'efflusso di potassio dalla cellula ed in una sua depolarizzazione. A sua volta ciò si riflette in una apertura dei canali del calcio Ca++ voltaggio dipendenti ed in un aumentato afflusso di questo ione attraverso le membrane delle cellule β pancreatiche. In una fase immediatamente successiva sembra che il calcio possa legarsi e portare all'attivazione della calmodulina. Il rilascio finale di insulina è legato alla esocitosi di vescicole contenenti tale ormone.
 
Come per le altre sulfaniluree esistono meccanismi d'azione ipoglicemizzanti di tipo extrapancreatico, più evidenti in una seconda fase del trattamento. 
La gliclazide è in grado, infatti, di inibire la produzione di glucosio da parte del fegato, di ridurre la degradazione epatica dell'insulina endogena e di aumentare a livello periferico la sensibilità tissutale all'insulina (forse per aumento dei recettori).
La glicazide sembra offrire protezione cardiovasculare nei soggetti diabetici, in quanto la molecola non si lega ai recettori per le sulfaniluree presenti a livello cardiaco (SUR-2A). 
Il composto inoltre possiederebbe anche parziale attività antiaggregante piastrinica e tendenza alla riduzione dei marker di attivazione piastrinica, quali ad esempio beta tromboglobulina e trombossano B2. La sulfanilurea eserciterebbe anche un'azione di protezione sui vasi capillari favorendo l'attività fibrinolitica dell'endotelio vascolare ed aumentando l'azione dell'attivatore tissutale del plasminogeno (tPA).
L'attività antiaggregante piastrinica, l'aumento della fibrinolisi e le proprietà microvascolari del farmaco portano ad una diminuzione della tendenza alla formazione di trombi e di microangiopatie diabetiche.

## Farmacocinetica
A seguito di somministrazione per via orale la gliclazide è rapidamente assorbita dal tratto gastrointestinale. La concentrazione plasmatica di picco (Cmax) viene raggiunta entro 2-6 ore dall'assunzione. 
L'assunzione concomitante di cibo non altera la biodisponibilità e neppure la velocità di assorbimento.
Il farmaco si lega alle proteine plasmatiche nella misura dell'85-97% e la sua emivita plasmatica è pari a circa 10 ore.
 
Nell'organismo la gliclazide viene ampiamente metabolizzata tramite processi di idrossilazione e ossidazione. 
I metaboliti principali (metilidrossigliclazide e carbossigliclazide) sono privi d'azione ipoglicemizzante, ma presentano proprietà emobiologiche. L'isoenzima CYP2C9 è coinvolto nella formazione di idrossigliclazide nei microsomi epatici umani ed in un campione rappresentativo citocromi P450 ricombinanti, in vitro. Tuttavia alcuni studi eseguiti su una popolazione cinese hanno messo in evidenza che la farmacocinetica di una gliclazide a rilascio modificato sembra essere influenzata principalmente da polimorfismo genetico inerente CYP2C19 anziché CYP2C9.
Il farmaco viene eliminato prevalentemente sotto forma di metaboliti attraverso l'emuntorio renale per il 60-70% e con le feci in misura ridotta 10-20%. Solo il 20% viene escreto immodificato nelle urine.

## Tossicologia
Studi sperimentali nel topo hanno permesso di determinare un valore della DL50 pari a 3 g/kg peso corporeo, a seguito di somministrazione orale.

## Usi clinici
La gliclazide è utilizzata nei soggetti affetti da diabete mellito di tipo II, non insulino-dipendente, nei quali le normali misure dietetiche, il calo ponderale e l'esercizio fisico non sono risultati sufficienti a ristabilire l'equilibrio glicemico. Viene utilizzata anche nei diabetici che presentano complicazioni di tipo vascolare.

## Effetti collaterali e indesiderati
L'evento avverso più pericoloso che si può manifestare in corso di trattamento con gliclazide è certamente una grave ipoglicemia, in particolar modo se il paziente non aderisce adeguatamente alle prescrizioni dietetiche e non si alimenta con regolarità nell'orario dei pasti o, addirittura, evita di assumere determinati pasti. L'ipoglicemia si verifica con maggiore probabilità in soggetti debilitati o di età avanzata, in caso di attività fisica inconsueta, e in concomitanza all'assunzione di bevande alcoliche.
Uno studio europeo ha evidenziato che glicazide ha la medesima efficacia di glimepiride, una delle sulfaniluree più recenti, ma gli episodi di ipoglicemia causati da gliclazide, confrontati con l'ipoglicemizzante più recente, sono approssimativamente la metà.

In molti pazienti si possono manifestare disturbi gastrointestinali ed in particolare dispepsia, nausea, vomito, dolore addominale, diarrea o stipsi. Più raramente sono stati segnalati casi di epatotossicità con incremento delle transaminasi (AST, ALT e fosfatasi alcalina), epatite acuta ed ittero colestatico.
I sintomi associati ai disturbi gastroenterici possono essere ridotti nella loro intensità o evitati semplicemente con l'accortezza di assumere il farmaco con del cibo, ad esempio una leggera colazione.
È possibile che si verifichino discrasie ematiche di tipo reversibile quali anemia, leucopenia, trombocitopenia, granulocitopenia, agranulocitosi. Questi disturbi regrediscono rapidamente con la semplice interruzione del trattamento. La gliclazide può anche causare reazioni cutanee e da ipersensibilità (prurito, rash cutaneo, orticaria, reazioni bollose quali la sindrome di Stevens–Johnson e la necrolisi epidermica tossica) ed altre reazioni avverse (cefalea, vertigini, alterazioni del visus)

## Controindicazioni
Il farmaco è controindicato nei soggetti con ipersensibilità individuale nota al principio attivo, altre sulfaniluree oppure ad uno qualsiasi degli eccipienti presenti nella formulazione farmaceutica.
Come le altre sulfaniluree (glibenclamide, clorpropamide, gliquidone ed altre) non deve essere somministrato a soggetti affetti da diabete mellito insulino-dipendente, diabete cheto-acidosico, diabete mellito giovanile.
L'uso è controindicato anche nel trattamento di pazienti anziani (nei quali in genere è opportuno ridurre le dosi) o che presentano chetoacidosi, gravi infezioni, stress, traumi recenti, così come nelle donne in stato di gravidanza.

La gliclazide deve essere somministrata con cautela in caso di alterata funzionalità renale e/o epatica. Il paziente in trattamento con gliclazide deve essere regolarmente monitorato per quanto riguarda la glicemia e lo zucchero nelle urine allo scopo di individuare costantemente la dose minima efficace. Il trattamento con gliclazide deve essere sospeso in caso di intervento chirurgico.

## Dosi terapeutiche
Il dosaggio usuale iniziale è di 30–80 mg al giorno da assumere con la prima colazione; se necessario il dosaggio può essere gradualmente aumentato sino ad arrivare ad un massimo di 320 mg. Quantità superiori ai 160 mg giornalieri devono essere somministrate in dose refratte ai pasti principali.

## Sovradosaggio
In caso di sovradosaggio accidentale o volontario si instaura uno stato di grave e prolungata ipoglicemia. La sintomatologia si caratterizza per la comparsa di cefalea, nausea, vomito, debolezza marcata, intenso senso di fame, stato di agitazione associato spesso ad aggressività, scarsa capacità concentrazione, stato confusionale acuto con perdita dell'autocontrollo, riduzione del grado di vigilanza, linguaggio incoerente o afasia franca, disturbi visivi, tremore, vertigini, delirio, convulsioni, bradicardia, respirazione superficiale, sopore e perdita della coscienza.
 
In questi pazienti è la norma osservare i cosiddetti "segni di contro–regolazione adrenergica": sudorazione, cute fredda e umida, ansietà, palpitazioni e tachicardia, ipertensione arteriosa, angina pectoris e diversi tipi di aritmie cardiache. Nei casi più gravi il paziente può giungere fino al coma e alla morte. Si impone pertanto l'immediata somministrazione di zuccheri, anche attraverso l'infusione per via endovenosa di una soluzione ipertonica di glucosio al 10-30%, inviando urgentemente il paziente in ospedale.

## Interazioni
- Sulfamidici antibatterici, tetraciclina, cloramfenicolo: la contemporanea somministrazione con gliclazide potenzia l'effetto ipoglicemico di quest'ultima.
- Acido acetilsalicilico, fenilbutazone, warfarin, diazepam, clofibrato: la co-somministrazione potenzia l'azione ipoglicemizzante della gliclazide.
- Inibitori della monoamino ossidasi (IMAO): la terapia di associazione determina un'aumentata azione ipoglicemizzante di gliclazide, forse per sinergismo nello stimolo della secrezione insulinica.
- β-bloccanti (propranololo, atenololo, metoprololo ed altri): potenziamento dell'azione ipoglicemizzante per sinergismo nell'inibizione della gluconeogenesi.
- Miconazolo:  la concomitante somministrazione per via orale può causare ipoglicemia grave.
- Corticosteroidi, diuretici, estroprogestinici: questi composti possono modificare l'equilibrio glicemico riducendo la risposta ipoglicemica alla gliclazide.
- Alcol: la contemporanea ingestione di etanolo può indurre una reazione disulfiram-simile ed inoltre facilità l'instaurarsi di una grave ipoglicemia.